# Forat blanc

Diagrama de Kruskal, que mostra la regió de forat negre (zona blanca adjacent a la zona gris superior), la regió de forat blanc (zona blanca adjacent a la zona gris inferior), i les dues regions asintòticament planes en blanc, a esquerra i dreta, les quals descriuen el camp gravitatori al voltant d'un cos esfèric.

Un forat blanc és un objecte celeste amb una densitat tal que deforma l'espai, però que a diferència del forat negre, deixa escapar matèria i energia en lloc d'absorbir-la. Si bé no s'han pogut trobar a l'espai, se suposa que dins de la solució matemàtica proposta per Schwarzschild el 1916 «l'astre fosc» tindria una anatomia que integraria un forat negre, un forat de cuc i un forat blanc. En tot cas el concepte més seriós d'aquests objectes va néixer dels treballs independents dels matemàtics Ígor Nóvikov i Yuval Ne'eman a la dècada dels 60, ja que hi havia importants buits respecte al que succeïa amb la informació física d'un astre després de col·lapsar. En un principi, es pensava que simplement desapareixia, que arribava a un punt d'espai nul on un cop perdut la seva identitat material i química, deixava l'espai per «sempre», caient en un infinit vòrtex.

## Forats blancs i termodinàmica: la baula perduda del forat negre clàssic
En ser la desaparició de la matèria en un punt que ningú sap on està, es va arribar a la conclusió que la matèria devia anar-se i va ser aleshores la raó per la qual es va proposar els forats blancs com els responsables que l'univers anava a explotar. Per aquells anys, es creia que els forats negres molt massius eren capaços de connectar sectors distants de l'espai o bé universos paral·lels, produint diversos fenòmens a escala d'univers i multivers.
Quant a escala d'univers, es pensava que un forat blanc era el responsable de fenòmens com els quàsars, car la matèria prové d'algun punt de l'espai llunyà empassat per un forat negre o bé d'un altre univers, i era aleshores expulsada amb violència en un doll energètic que donava lloc després a una jove galàxia. Sabem avui després de moltes anàlisis teòriques, que en realitat els quàsars són resultat d'activitat de forats negres super massius, car la matèria es concentra en un punt i comença a delinear-se a través de la rotació.
Quant a escala de multivers, es creia que l'activitat dels forats blancs podia donar lloc a la formació d'universos nous, que creixien després d'haver-se acumulat la suficient matèria crítica com per iniciar una expansió a gran escala. També estava en voga l'idea que els universos mantenien el seu equilibri energètic a causa d'intercanvis de matèria entre ells per xarxes de forats de cuc, sent els forats blancs els seus canals d'escapament, obeint així la primera llei de la termodinàmica.